# Zimmerpflanze

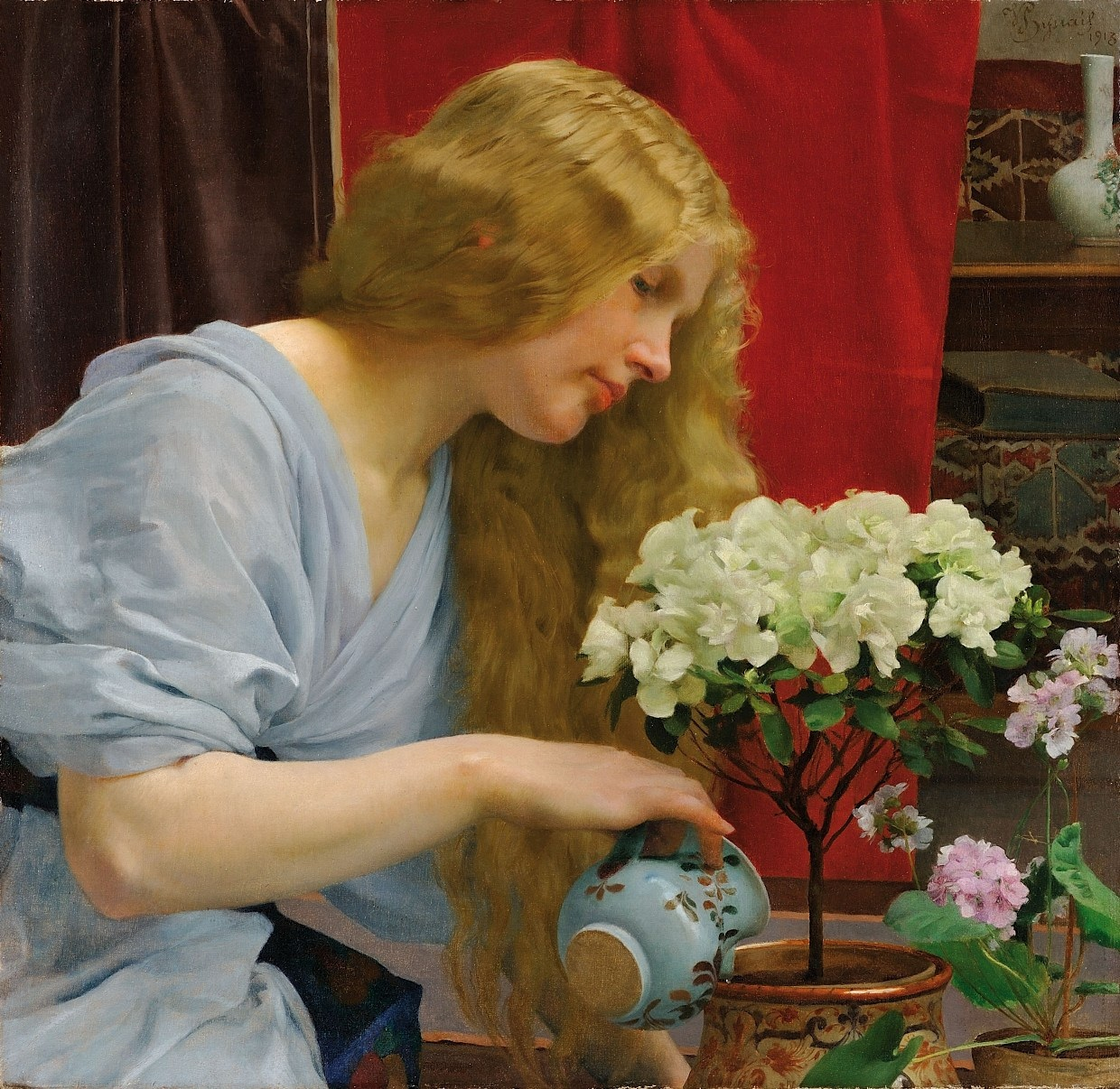
Azaleen als Zimmerpflanzen im Gemälde Dívka a azalkou von Vojtěch Hynais (1913)

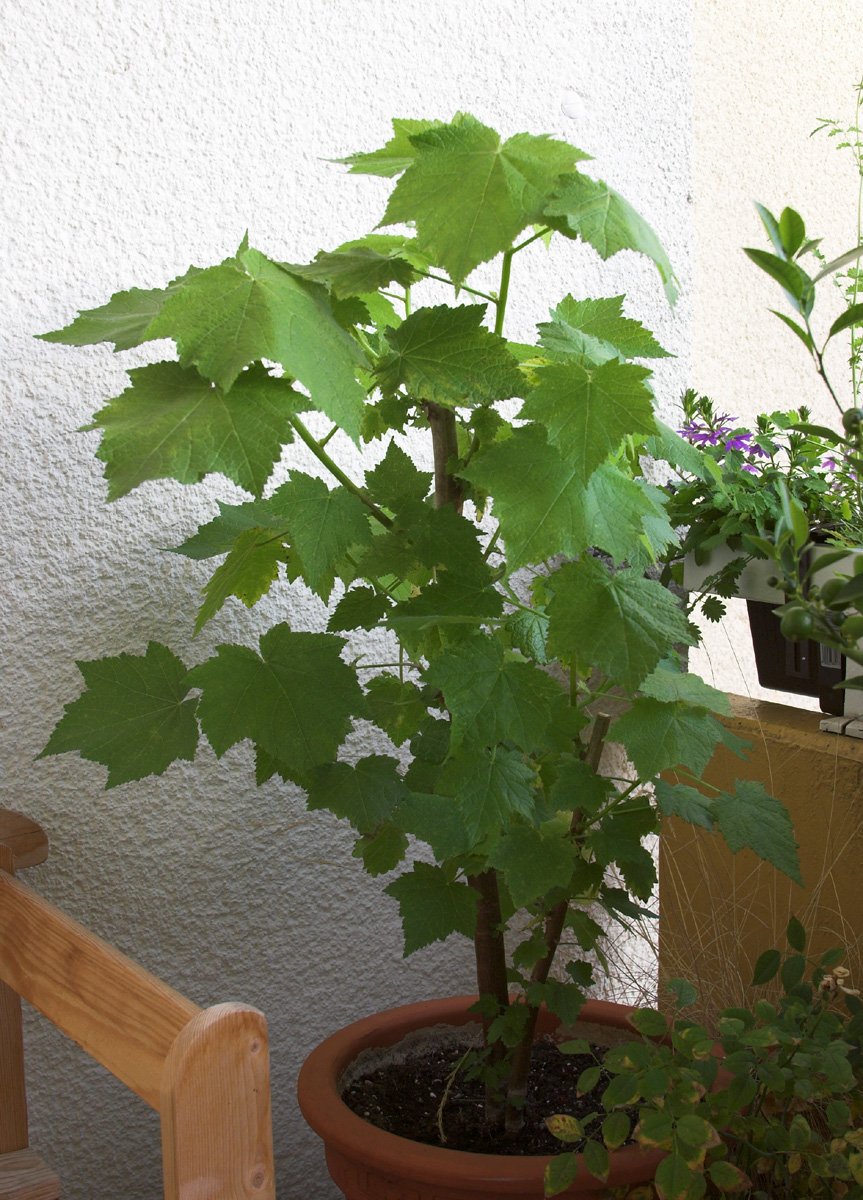
Kapländische Zimmerlinde (Sparrmannia africana)

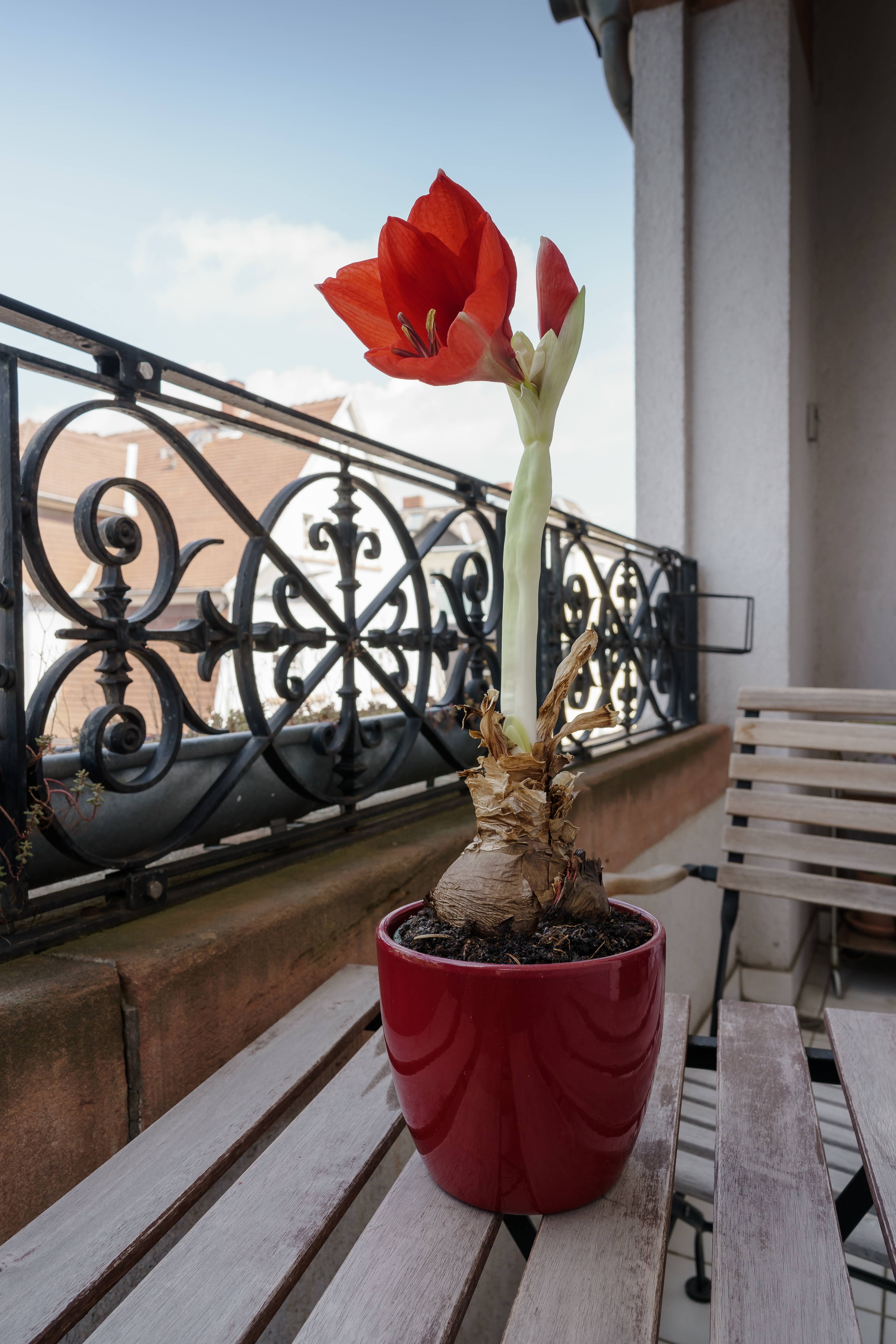
Hippeastrum als Topfpflanze

Eine Zimmerpflanze (auch Topfpflanze, in Österreich Blumenstock) ist eine Pflanze, die im Innenraum kultiviert wird.
Zimmerpflanzen werden in der Regel als Zierpflanzen ganzjährig in Räumen gepflegt, im Gegensatz zu Zierpflanzen, die in Parks und Gärten gepflegt werden, oder landwirtschaftlichen Kulturpflanzen. Auch Kübelpflanzen werden gewöhnlich nur während der kühleren Wochen des Jahres in Räumen untergebracht und stehen im Sommerhalbjahr im Freigelände.
Meist werden Zimmerpflanzen in Töpfen kultiviert, da in geschlossenen Räumen kein natürlicher Boden zur Verfügung steht. Im Bereich der Innenraumbegrünung existieren selten auch Beetsysteme, zum Teil mit Anschluss an das natürliche Erdreich.

## Eigenschaften
Als Zimmerpflanze eignen sich Arten, die aufgrund der Anpassung an das Klima ihres natürlichen Vegetationsraums in der Lage sind, in Innenräumen zu überleben. Haltungs- und Pflegeansprüche der entsprechenden Art oder Sorte – beispielsweise Temperatur, Licht, Wasserversorgung und weitere Faktoren betreffend – müssen eingehalten werden. Für Bürogebäude werden robustere, pflegeleichtere Arten empfohlen.
Als Zimmerpflanzen werden solche Arten ausgewählt und gezüchtet, die an Bedingungen in Zimmern des Menschen gut angepasst sind. Überall auf der Welt variieren diese Bedingungen üblicherweise zwischen 18 und 25 °C Raumtemperatur und um eine ideale Luftfeuchtigkeit von 40–60 %.
Brauchen Zimmerpflanzen jedoch höhere Luftfeuchtigkeit, wird dem mittels Besprühen mit Wasser (Zerstäubung, Verneblung) lokal an der Platzierungsstelle nachgeholfen.
Zimmerpflanzen haben eine wichtige Bedeutung für den Wohnraum des Menschen. Sie binden aus der Luft Schadstoffe wie beispielsweise Formaldehyd, Toluol, Ammoniak, bauen diese teilweise in Kohlenstoffverbindungen um und „filtern“ so die Wohnluft. In diesem Kontext wurden wissenschaftliche Versuche von der NASA unternommen, zum Vergleich von hermetisch abgeschlossenen Räumen mit und ohne Zimmerpflanzen.
Nach wie vor hält sich der Glaube, dass es potentiell gesundheitsschädlich sei, Pflanzen im Schlafzimmer zu platzieren. Der Grund hierfür sei der Sauerstoffverbrauch und die Anreicherung von Kohlendioxid in der Nacht durch den umgestellten Metabolismus der Pflanze. In der Tat verbraucht eine Pflanze auch Sauerstoff, allerdings geschieht dies durchgehend, wobei in der Nacht die Sauerstoffproduktion durch das fehlende Licht zum Erliegen kommt. Bei vielen Pflanzen auf einem kleinen Raum kann diese Umstellung in der dunklen Zeit zu einem messbaren Effekt führen, der jedoch nur bei manchen Menschen Unwohlsein hervorrufen kann.
Neben der dekorativen Wirkung von Pflanzen wurde eine Auswirkung des Zimmergärtnerns auf die psychische Gesundheit festgestellt. Es entspannt, und die erfolgreiche Pflanzenpflege wird als Erfolgserlebnis empfunden. Lokal und online bilden sich Communities zum Erfahrungsaustausch über Zimmerpflanzen, und Tausch von Ablegern.

## Kulturgeschichte

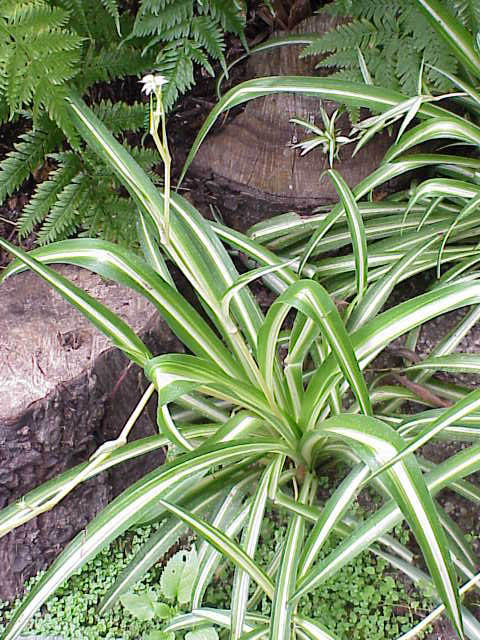
Grünlilie (Chlorophytum comosum)

Die Ägypter der Antike zogen Pflanzen in Behältern, die Griechen und Römer kultivierten Lorbeerbäume in irdenen Gefäßen. In China wurden schon vor über 2500 Jahren Topfpflanzen bei Gartenausstellungen gezeigt. Wie weit man damals Wohnräume zierte, ist unbekannt.
Für Mitteleuropa gibt es bis zum 17. Jahrhundert wenig Hinweise auf die Kultur von Zimmerpflanzen. Eine Erklärung ist der niedrige Lebensstandard der damaligen Zeit. Das Fensterbrett in der Wohnstube als Pflanzenhort zu nutzen, bedeutete weniger Licht, Ablage- und Bewegungsfreiheit. Auch in den oft dunklen und unbeheizten Nebenräumen gab es nahezu keine Pflanzen.
Im ausgehenden 17. und im 18. Jahrhundert entwickelte sich die Pflanzenzucht. Jetzt konnten Pflanzen kultiviert werden, die die Forscher und Botaniker von ihren Schiffsexpeditionen aus Südamerika, Afrika, Asien und Australien nach Europa brachten. Diese Neuheiten wurden in den botanischen Gärten und in höfischen Privatsammlungen gezogen und präsentiert. Weite Kreise der Gesellschaft lehnten aufgrund des Nützlichkeitsdenkens und der Armut die Anschaffung von Zimmerpflanzen lange ab. Mit Beginn des bürgerlichen Zeitalters Ende des 18. Jahrhunderts, jedoch besonders ab der Zeit des Biedermeier, wurden Blumentischchen Bestandteile der Salons. Natur verschönerte nun Wohnräume.
Was um 1800 als Blumenständer und Jardinière begann, entwickelte sich ab Mitte des 19. Jahrhunderts zu repräsentativen Rundsofas, in deren Mitte häufig exotisch anmutende Palmen gepflanzt waren. Architekturreformen und die Entwicklung neuer Verfahren zur Glasherstellung sorgten für die Verwendung größerer Fenster und dadurch für eine verbesserte Lichtzufuhr in den Wohnräumen. So konnten immer häufiger Zimmerpflanzen gedeihen. Ende des 19. Jahrhunderts umfasste das Sortiment bereits Begonien, Cineraria, Clivia, Alpenveilchen und Flamingoblumen, aber auch Blattschmuckpflanzen wie Farne, Zimmertanne, Zier-Spargel, Grünlilien, Bogenhanf, Efeu und Gummibaum.
Ein Umdenken fand mit der Bauhausarchitektur statt. Große, oft raumhohe Fenster sorgten für einen nahtlosen Übergang der Innenräume in den Garten, so dass Zimmerpflanzen eigentlich nicht benötigt wurden und von den Architekten auch nicht vorgesehen waren. Andererseits erleichterten die großen Fenster auch die Pflege der Zimmerpflanzen: Nach dem Zweiten Weltkrieg, in der vom Bauhaus mitgeprägten Architektur der 50er Jahre, waren daher breite Fenster mit tiefen Fensterbänken zur Aufstellung von Blumentöpfen oder sogar eingebauten Trögen zur Bepflanzung beliebt, gleichzeitig wurden viele exotische Pflanzensorten erstmals importiert und verkauft. Zahlreiche damals veröffentlichte Bücher zur Blumenpflege belegen das weitverbreitete Interesse an Zimmerpflanzen.
Blumentöpfe zur Ausschmückung des Interieurs galten in Intellektuellenkreisen der 1970er Jahre als überflüssiger Nippes, in breiten Bevölkerungsschichten waren sie jedoch nach wie vor beliebt. Heute werden Zimmer- oder Büropflanzen wieder geschätzt. Sie verbessern optisch die Wohn- und Arbeitsatmosphäre, indem sie ein Lifestyle-Gefühl transportieren. Daneben verbessern sie das Raumklima und absorbieren Schadstoffe, die aus Teppichböden, Wandfarbe oder Möbeln nach und nach an die Raumluft abgegeben werden.

## Eine der ältesten Zimmerpflanzen
Eine der ältesten Zimmerpflanzen ist die Myrte. Bereits im 16. Jahrhundert wurde es in Deutschland Mode, Bräute mit Myrtenkränzen zu schmücken. Es entwickelte sich der Brauch, dass die junge Ehefrau einen aus dem Brautkranz stammenden Zweig in die Erde setzte und bewurzeln ließ. Die grünende Pflanze wurde als Indikator für das Eheglück angesehen und besonders gehegt. So fand die Myrte Einzug in die Wohnstuben.

## Die Herkunft der Zimmerpflanzen
Das natürliche Verbreitungsgebiet von Pflanzenarten, deren Sorten als Zimmerpflanzen verwendet werden, lässt wichtige Rückschlüsse auf ihre Haltungsanforderungen zu. Aus tropischen Regenwäldern stammende Pflanzen benötigen anders als solche aus gemäßigten Zonen keine Ruhezeiten. Dafür sind in der Regel ihre Anforderungen an die Luftfeuchtigkeit besonders hoch. Eine genauere Kenntnis des natürlichen Vegetationsraumes einer Pflanze ist daher bei der Pflege hilfreich.

### Tropischer Regenwald
Die überwiegende Anzahl der als Zimmerpflanzen gehaltenen Pflanzenarten stammt aus dem Bereich des tropischen Regenwalds und den angrenzenden Gebieten. Die Tageslänge beträgt dort konstant etwa zwölf Stunden. Niederschläge sind gleichmäßig über das Jahr verteilt. Die durchschnittliche Tagestemperatur ist abhängig von der jeweiligen Höhe. In tropischen Wäldern, die nicht in Höhenlagen über 600 Meter liegen, beträgt sie gewöhnlich gleichmäßig über das gesamte Jahr zwischen 24 und 28 Grad Celsius. In höher gelegenen Regenwäldern, dem sogenannten tropischen Gebirgswald, beträgt sie mitunter nur durchschnittlich 10 Grad Celsius.
Die Lichtverhältnisse, unter denen die jeweiligen Pflanzenarten gedeihen, sind abhängig von den jeweiligen Vegetationsstufen. Bei Pflanzen, die in der Nähe des Erdbodens wachsen, handelt es sich meist um sehr schattenverträgliche Arten. Bei Kletterpflanzen und epiphytisch wachsenden Arten ist der Lichtbedarf dagegen höher.
Typische Pflanzenarten des tropischen Regenwaldes, die als Zimmerpflanze gepflegt werden, sind Bromelien, Orchideen und Philodendron. Passend für die Haltung als Zimmerpflanze sind sie, weil sie in der Regel das gesamte Jahr über attraktiv aussehen und auf eine gesonderte Ruheperiode bei diesen Pflanzen verzichtet werden kann.

### Wechselfeuchte Wälder
Im Gegensatz zu den tropischen Regenwäldern weisen die wechselfeuchten oder regengrünen Wälder Regen- und Trockenperioden auf. Die dort vorkommenden Arten sind an diese Trockenperioden adaptiert und weisen Wachstums- und Ruhezeiten auf. Eine erfolgreiche Pflege dieser Arten setzt voraus, dass diese Ruhezeiten eingehalten werden.
Typische Pflanzenarten der wechselfeuchten Wälder, deren Sorten als Zimmerpflanzen gepflegt werden, sind Ritterstern und die schon seit 1850 als Zimmerpflanze eingeführten Clivien.

### Offene Savannenlandschaft
Die offene Savannenlandschaft, die sich sowohl in den Tropen als auch den Subtropen finden lässt, wird feiner eingeteilt in Feuchtsavanne, Trockensavanne und Dornbuschsavanne.
Pflanzenarten dieses Lebensraums sind an vorübergehende Trockenheit sowie geringe Luftfeuchtigkeit sehr gut adaptiert. Es handelt sich meist um Sukkulenten und Kakteen. Zu beachten ist hier allerdings bei vielen Arten eine mögliche notwendige Kaltlagerung im Winter, um einen Blüherfolg im nächsten Jahr zu erhalten.
Neben den Kakteen haben vor allem verschiedene Arten der Aloen, Agaven, Crassula, Echeverien, Euphorbia und Sansevieria Verbreitung als Zimmerpflanze gefunden.

### Subtropen
Kennzeichnend für die Subtropen sind eine nach Jahreszeit wechselnde Tageslänge und ein relativ milder Winter mit reichlich Niederschlägen. Während des Sommers treten Niederschläge gelegentlich nur vereinzelt auf und es können sehr hohe Temperaturen erreicht werden. Myrte und Oleander sowie einige Ficus-Arten sind Zimmerpflanzen, die aus dieser Vegetationszone stammen.

### Gemäßigte Zone
Nur sehr wenige Arten der als Zimmerpflanzen gepflegten Pflanzen stammen aus der gemäßigten Klimazone. Typische Vertreter sind Zuchtformen des Efeus sowie Saxifraga stolonifera und Carex brunnea. Sie alle gedeihen nur, wenn sie möglichst kühl stehen.

## Die Kultur von Zimmerpflanzen

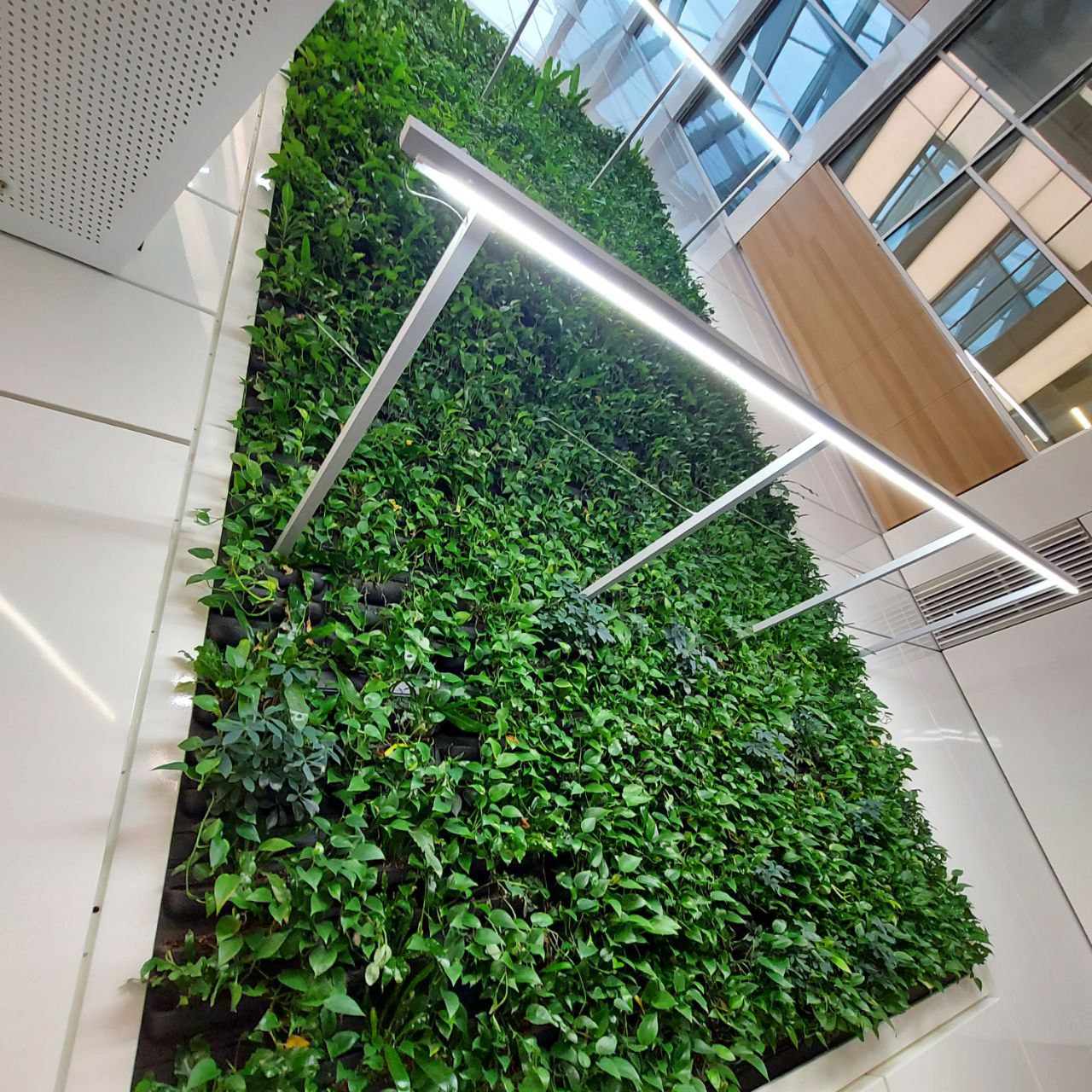
Automatisierte Bewässerungssysteme ermöglichen das Begrünen großer Wandflächen in Gebäuden

Der Vermehrung und Kultivierung von Zimmerpflanzen widmet sich die Fachsparte Zierpflanzenbau als Teil des Berufsfeldes Gartenbau. In Produktionsbetrieben werden Zimmerpflanzen meist in Gewächshäusern vermehrt und bis zum jeweiligen Verkaufsstadium (z. B. bestimmte Größe, Blühstadium) weiterkultiviert. Kultiviert wird in Erd- und in Hydrokultur oder in einem Kultursubstrat aus porösem, gebranntem Ton-Granulat. Danach werden sie über Betriebe des Dienstleistungsgartenbaus wie z. B. Endverkaufsgärtnereien oder Gartencenter an die Kunden abgesetzt.

## Einteilung der Zimmerpflanzen
Eine Unterscheidung kann zunächst in blühende Topfpflanzen und Grünpflanzen erfolgen. Erstere weisen ihren Zierwert durch zumeist wiederkehrende Blüte, die zweite Gruppe durch attraktives eventuell gefärbtes Laub auf. Kombinationen von Pflanzen mit hohem Blühwert und dekorativem Laub kommen ebenfalls häufig vor.

### Blühende Topfpflanzen
- Azalee (Rhododendron simsii)

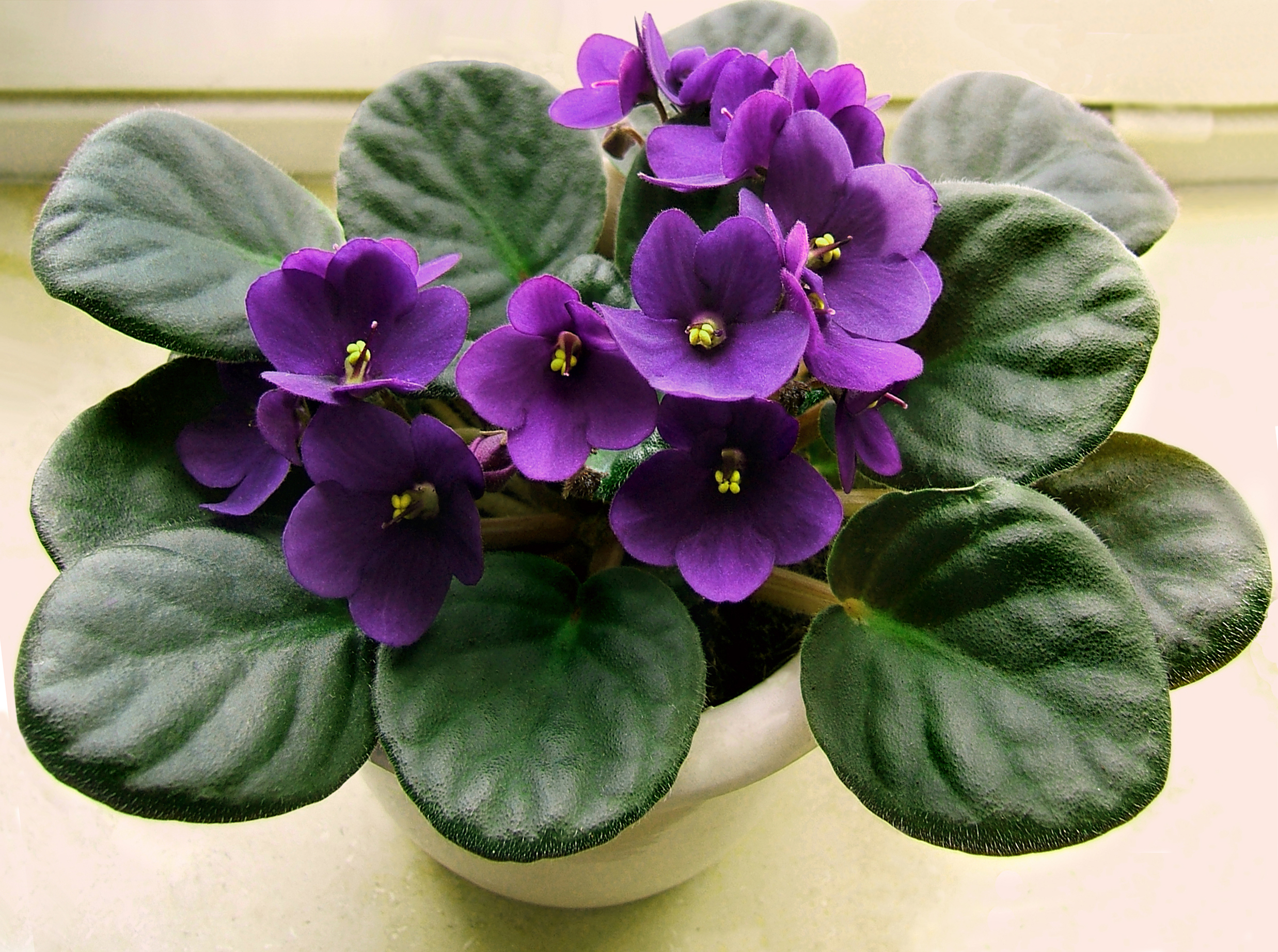
Saintpaulia ionantha

- Einblatt (Spathiphyllum – Hybriden)
- Chinesischer Roseneibisch (Hibiscus rosa-sinensis)
- Weihnachtsstern (Euphorbia pulcherrima)
- Usambaraveilchen (Saintpaulia ionantha)
- Alpenveilchen (Cyclamen persicum)

### Grün- oder Blattpflanzen
- Birkenfeige (Ficus benjamina)
- Bogenhanf (Sansevieria)
- Efeu (Hedera helix)
- Efeutute (Epipremnum pinnatum)

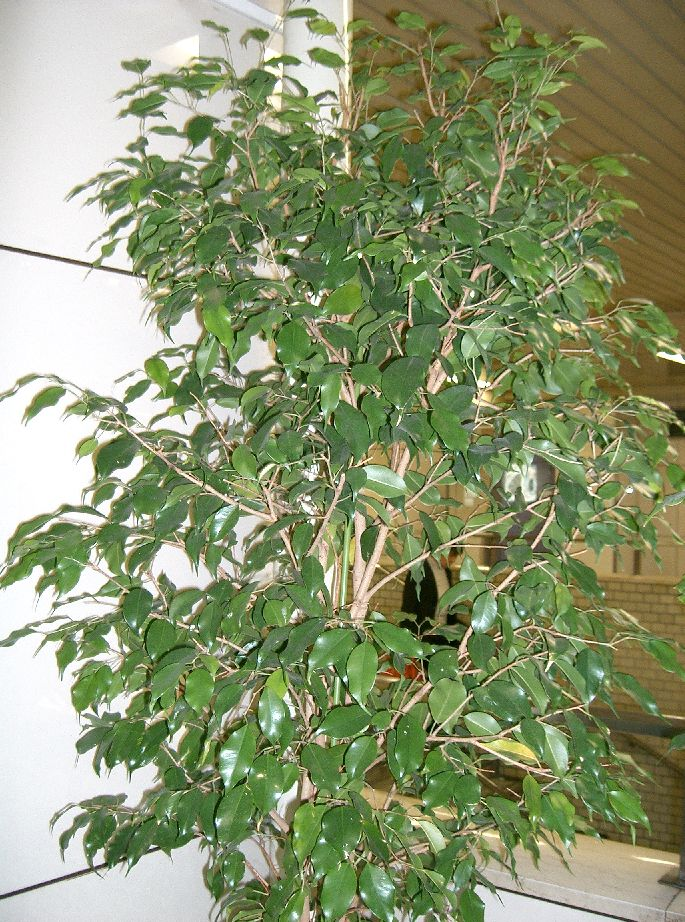
Ficus benjamina

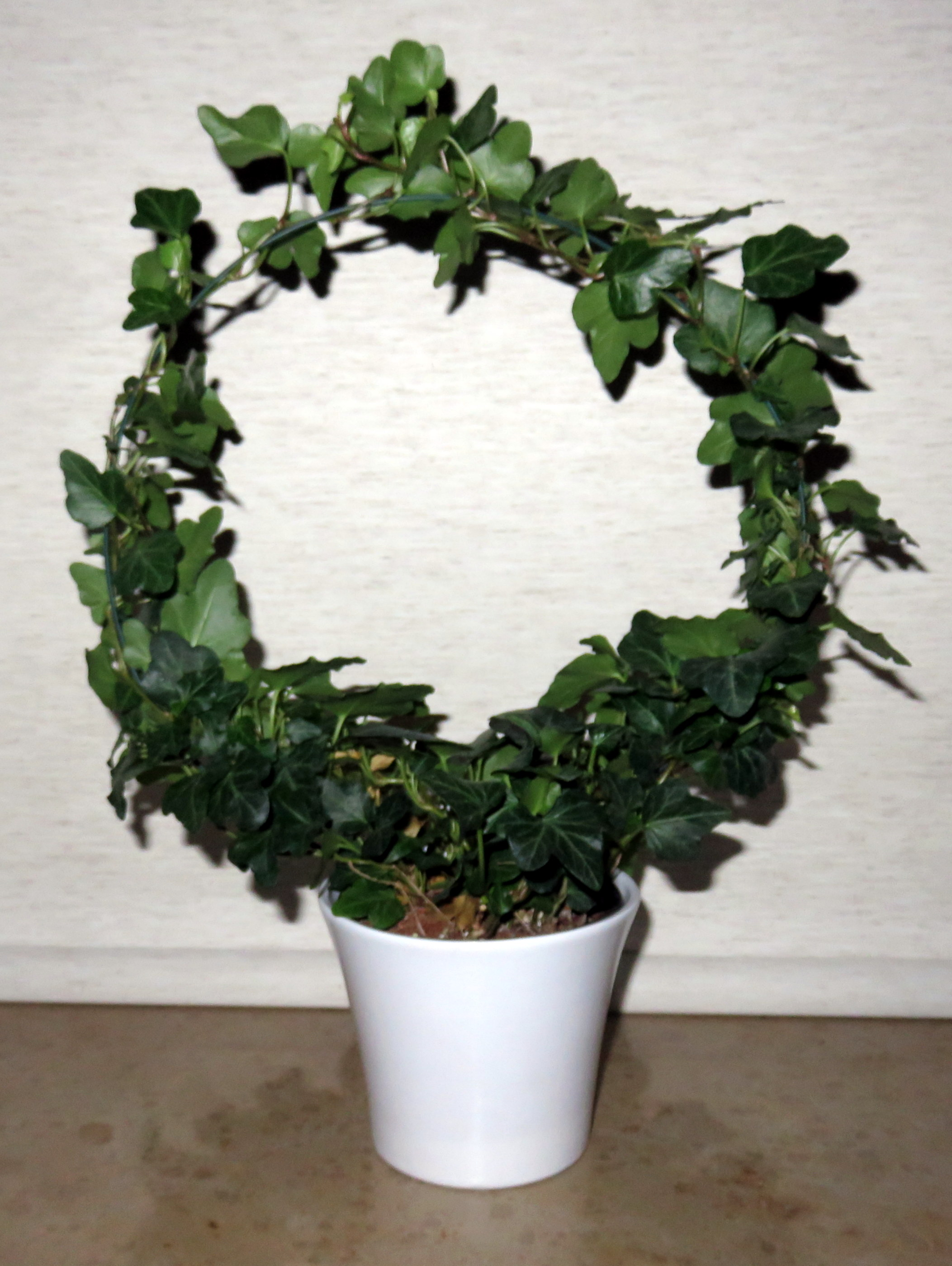
Efeukranz zum Dekorieren

- Köstliches Fensterblatt (Monstera deliciosa)
- Gebetspflanze (Maranta leuconeura)
- Gummibaum (Ficus elastica)
- Kroton (Codiaeum variegatum)
- Peperomien (Peperomia)
- Schefflera
- Zimmeraralie (Fatsia japonica)
- Zamioculcas zamiifolia

### Blühende Zimmerpflanzen mit dekorativem Laub
- Rex-Begonien (Begonia Rex-Hybriden)
- Bromeliengewächse, z. B. Aechmea fasciata
- Glanzkölbchen (Aphelandra squarrosa)
- Grünlilie (Chlorophytum comosum)
- Zebra-Ampelkraut (Tradescantia zebrina)
- Kapländische Zimmerlinde (Sparrmannia africana)

## Zimmerpflanzen-Auswahl
Hier eine Auswahl von Zimmerpflanzen – geordnet nach den Pflegeansprüchen.

### Schattige Bereiche
- Schusterpalmen (Aspidistra)
- Fensterblätter (Monstera)
- Grünlilie (Chlorophytum comosum)

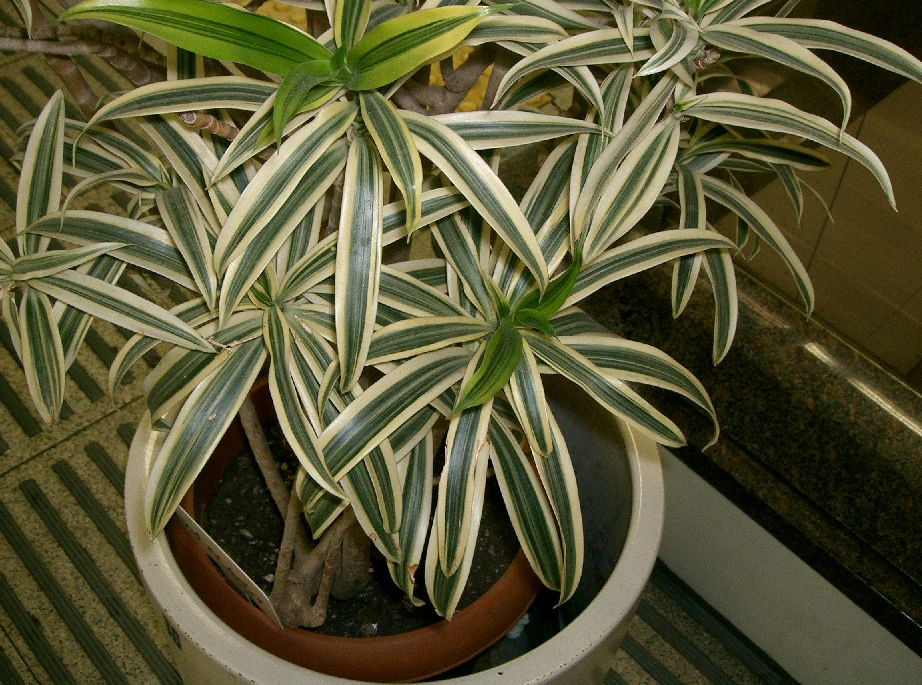
Dracaena reflexa „Song of India“

- Strahlenaralie (Schefflera arboricola)
- Drachenbäume (Dracaena)
- Philodendron
- Kolbenfaden (Aglaonema commutatum)
- Efeutute (Epipremnum)
- Dieffenbachie (Dieffenbachia)

### Halbschattige Bereiche
- Zamioculcas
- Klivie

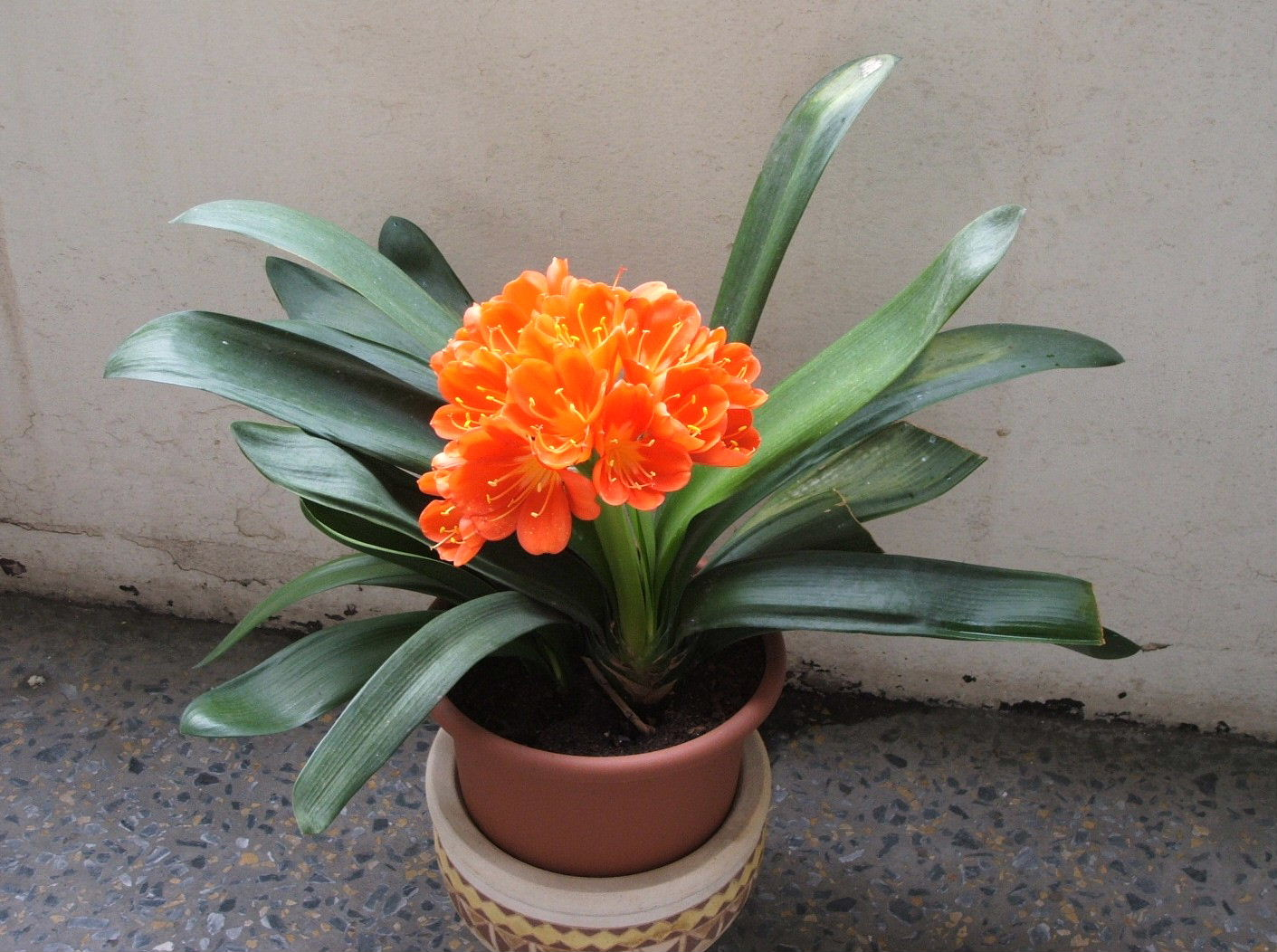
Klivie

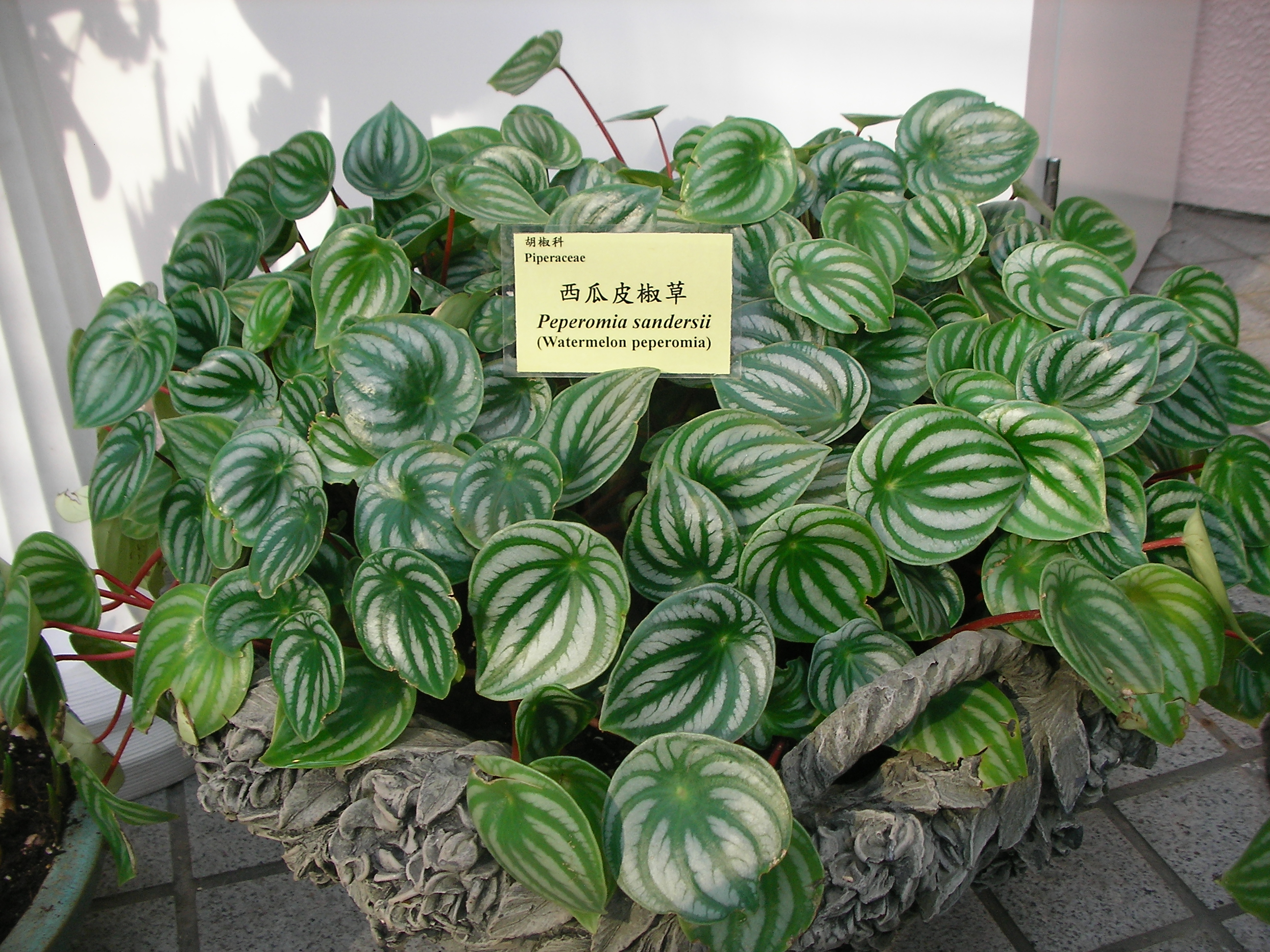
Peperomia sandersii

- Yucca, von den vielen Arten eigentlich nur die Yucca elephantipes
- Gummibaum (Ficus elastica)
- Efeu (Hedera helix)
- Flamingoblume
- Begonien (Begonia spec.)
- Commelinagewächse
- Pfeilwurz
- Wilder Wein, oder Klimme genannt, (Cissus)
- Buntnessel (Solenostemon scutellarioides)
- Keulenlilie Cordyline spec.
- Goldfruchtpalme (Chrysalidocarpus lutescens)
- Kalla
- einige tropische Farne

### Helle Bereiche
- Elefantenfuß (früher Beaucarnea heute Nolina)
- Birkenfeige (Ficus benjamina)
- Bromelien
- Orchideen (manche Arten als Zimmerpflanzen geeignet)
- Kroton, Wunderstrauch (Gattung Codiaeum)

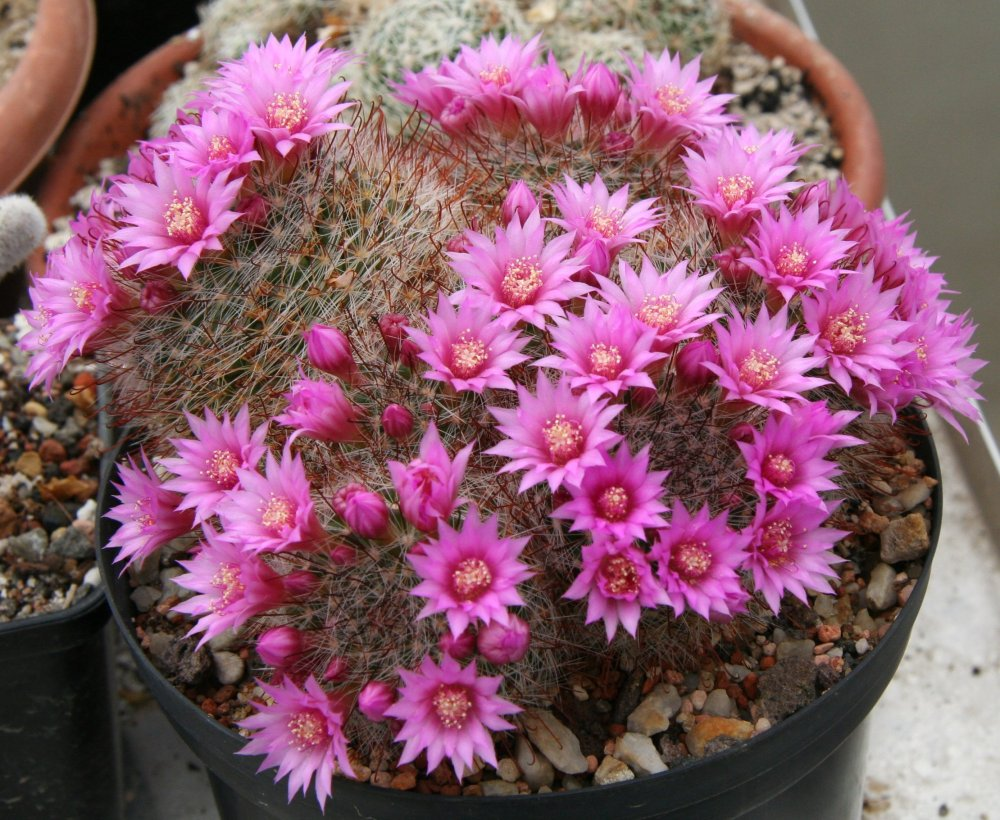
Mammillaria zeilmanniana

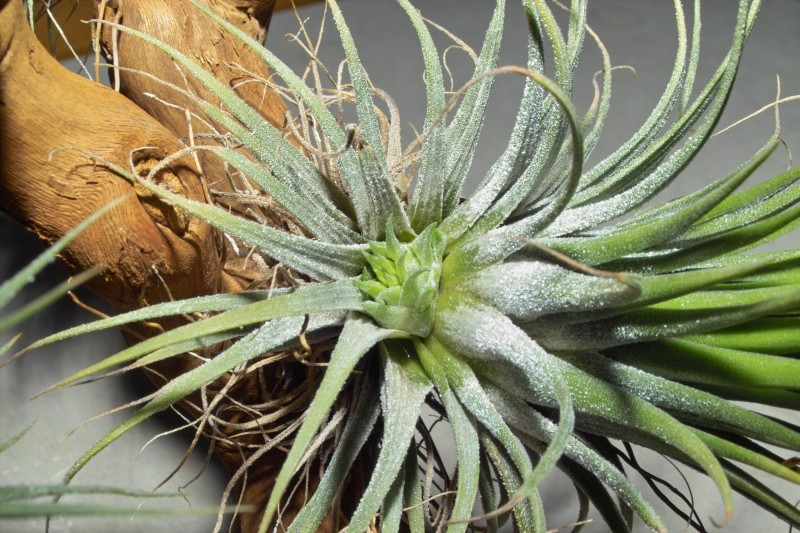
Tillandsia ionantha

- Kaffeepflanze
- Zypergras und Papyrus (Cyperus)
- Hibiskus (Hibiscus)
- einige Palmen-Arten, z. B. Kentia-Palmen
- Usambaraveilchen (Saintpaulia)

### Sonnige Fenster
- Kakteen
- Sukkulenten
- Tillandsien

### Kühle Zimmer
- Alpenveilchen (Cyclamen-Persicum-Hybriden)
- Primeln (Primula, verschiedene Arten)
- Zwiebelblumen
- Kakteen und Sukkulenten im Winter
- Zimmertanne (Araucaria heterophylla)
- Kapländische Zimmerlinde (Sparrmannia africana)
- Zierspargel (Asparagus, verschiedene Arten)
- Kamelie (Camellia japonica)
- Azalee (Rhododendron-Simsii-Hybriden) und (Rhododendron-Japonica-Hybriden)
- Hortensie (Hydrangea macrophylla)